# نون (تقنية DVD)
نون هي تقنية تم تطويرها بواسطة VM Labs والتي تضيف ميزات إلى مشغل DVD . بالإضافة إلى عرض أقراص DVD ، يمكن للمرء تشغيل ألعاب الفيديو ثلاثية الأبعاد واستخدام أدوات تنقل DVD محسّنة مثل التكبير / التصغير والمسح السلس لتشغيل DVD. يمكن للمرء أيضًا تشغيل الأقراص المضغوطة بينما يقوم معالج الرسومات نوان بإنشاء رسومات متزامنة على الشاشة. كانت هناك خطط لتوفير إمكانية الوصول إلى الإنترنت في الجيل القادم من مشغلات DVD المجهزة بـ نوان.

## تاريخ

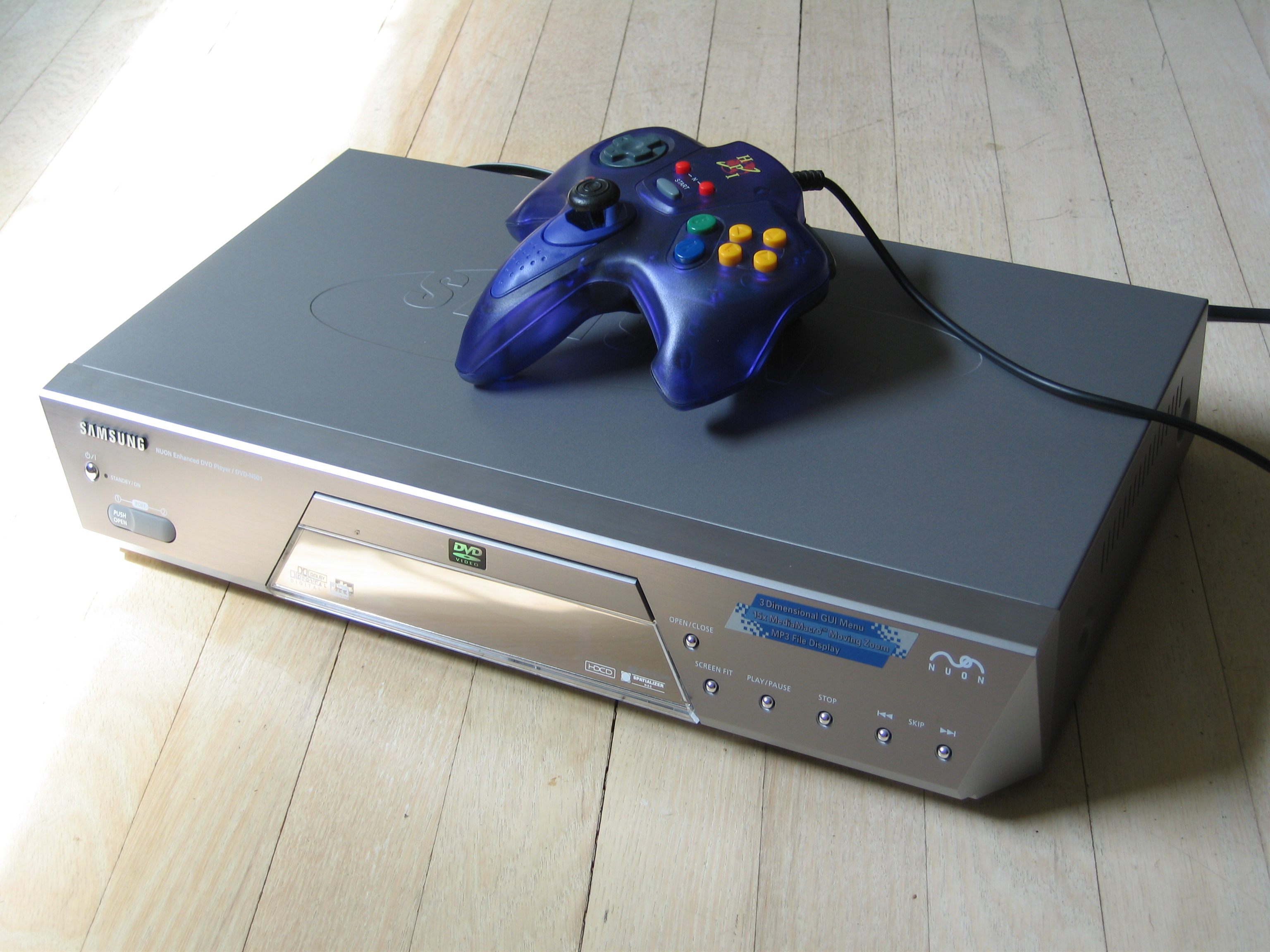
مشغل ناون دي في دي من صنع قبل سامسونغ

نون بدات باسم «مشروع X»،  وكانت واردة في الإلكترونية الألعاب شهري 1999 دليل ' لعبة فيديو المشتري. كان جيف مينتير أحد مطوري البرامج الرئيسيين في نوان، حيث أنشأ نسخة من Tempest بعنوان Tempest 3000 للنظام ومُصوِّر الصوت VLM-2 المدمج. عندما تم الإعلان عنها لأول مرة، تصورها مبتكرو نوان كمنافس لوحدات تحكم ألعاب الفيديو القادمة من الشركات المصنعة الرائدة. ومع ذلك، تم تسويق منصة نوان بشكل أساسي كتنسيق DVD موسع. الغالبية العظمى من مشغلات نوان التي تم بيعها في الواقع تشبه مشغلات DVD النموذجية للمستهلكين مع الاختلاف الوحيد الملحوظ هو شعار نوان. قدمت مشغلات نوان عددًا من الميزات التي لم تكن متوفرة على مشغلات DVD الأخرى عند تشغيل عناوين DVD القياسية. تضمنت هذه الوظائف الأمامية والخلفية السلسة للغاية والقدرة على تكبير وتصغير أقسام صورة الفيديو بسلاسة. بالإضافة إلى ذلك، قدمت نوان منصة برمجية لمؤلفي أقراص DVD لتوفير برامج تفاعلية مثل الميزات لعناوينهم.
وفي أمريكا الشمالية، كان يستخدم نوان في سامسونج نماذج DVD-N501 و DVD-N2000. قاموا أيضًا بإصدار العديد من الطرز في أجزاء أخرى من العالم: DVD-N504 (أوروبا) و DVD N505 (أوروبا) و DVD-N591 (كوريا). أصدرت توشيبا مشغل أقراص DVD SD-2300، وهناك نوعان من طرازات RCA ، DRC300N و DRC480N. تم استخدام Nuon أيضًا في جهاز استقبال Streamaster 5000 "Digital DNA" من Motorola.
وتم إنشاء Nuon بواسطة VM Labs ، وتم بيع أصولها إلى Genesis Microchip في أبريل 2002. بحلول تشرين الثاني (نوفمبر) 2004، لم يكن هناك مشغلات أقراص DVD مزودة بخاصية Nuon ، ولم يتم إصدار أي برامج جديدة أو قيد التطوير.

### تخصيص

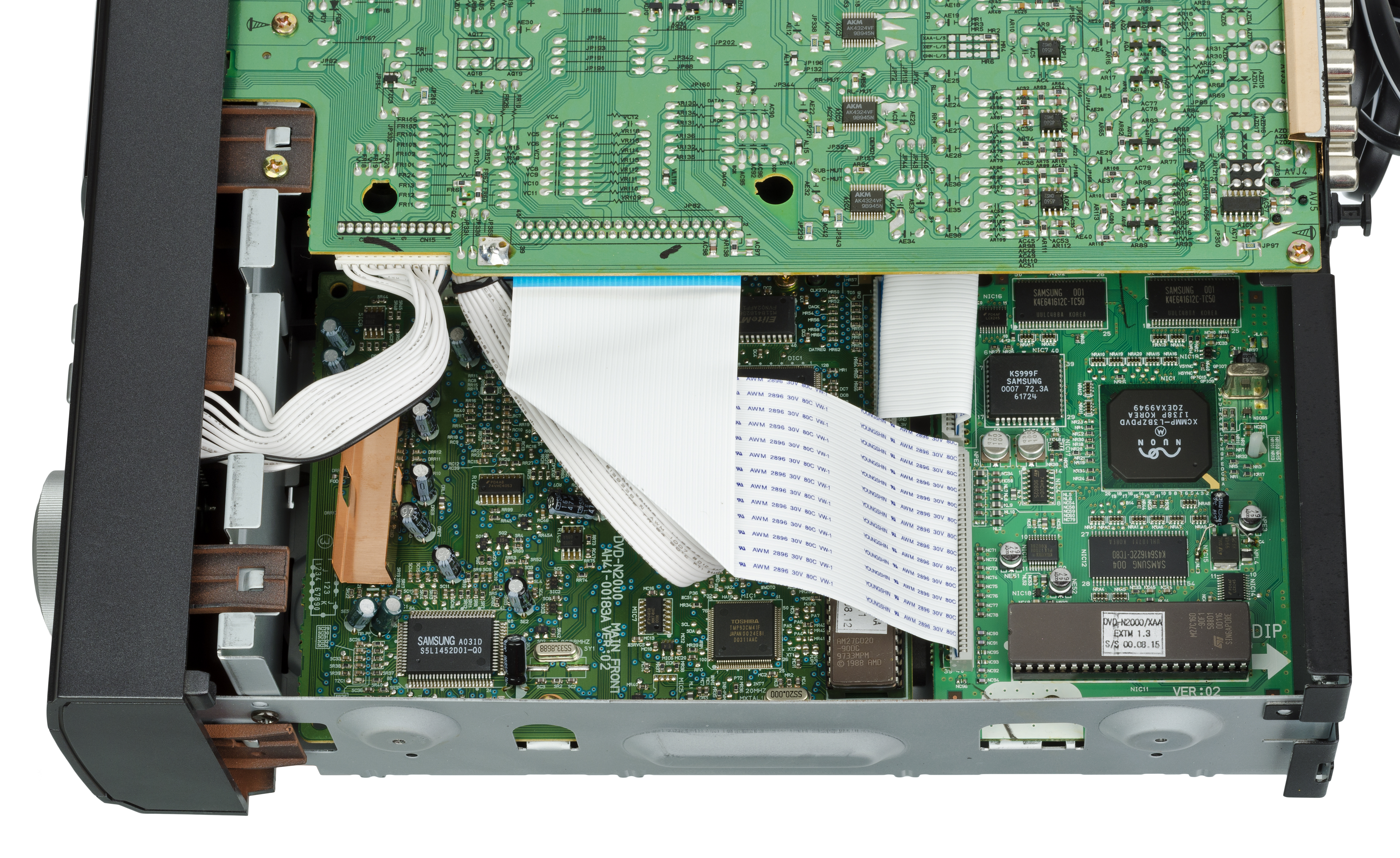
الجزء الداخلي لمشغل سامسونغ N2000 ، يظهر المعالج Nuon XCMMP-L3BZPDVD.

- 32/128 بت 54 ميغاهيرتز أو 108 مختبرات VM رباعية النوى MHz معالج Nuon MPE المختلط (عنصر معالجة الوسائط، يدعم النقطة العائمة SIMD 128 بت وعدد صحيح 32 بت ولكن كلاهما يشتركان في نفس مكدس تسجيل الفاصلة العائمة IEEE 754 لتخزين كل من تعليمات التقليب والأعداد الصحيحة المشابهة لـ Intel تقنية MMX من خلال تبديل السياق. يحتوي كل منها على ذاكرة تخزين مؤقت موحدة 128 بايت، مع ذاكرة تخزين مؤقت مشتركة 32 كيلو بايت (كتلة SRAM 32 بت) وحد أقصى 2 عناوين الذاكرة الفعلية جيجابايت. أشارت بعض التقارير إلى أن نموذجًا معينًا كان يحتوي على 333+ تردد ساعة MHz ولكن لم يتم إصداره على نطاق واسع.
- متحكم MCS-251 لمهمة الخلفية
- 32 ميغا بايت 8 بت Fast Page DRAM بسرعة 33 MHz ، 512 كيلو بايت ذاكرة RAM و 24 كيلو بايت ROM قابل للبرمجة
- 2x 3d Media GL MPE مع 8 ميجا بايت ذاكرة فيديو 32 بت بسرعة 66 ميجا هرتز.
- 64 ~ 256 ذاكرة قراءة فقط ميغابايت ومحرك أقراص صلبة اختياري (حتى 137 جيجابايت)
- يدعم محرك الأقراص الضوئية DVD أو CD-R

### الأجهزة الطرفية والاكسسوارات
وشمل الأجهزة الطرفية لمشغلات DVD المحسّنة من نوان ما يلي:
- لوجيتيك غيم باد
- جهاز تحكم برو ايليت
- تحكم لاسلكي ايربلاي
- جهاز تحكم خلسة
- لوحة Warrior Digital-D
- كابل تمديد تحكم

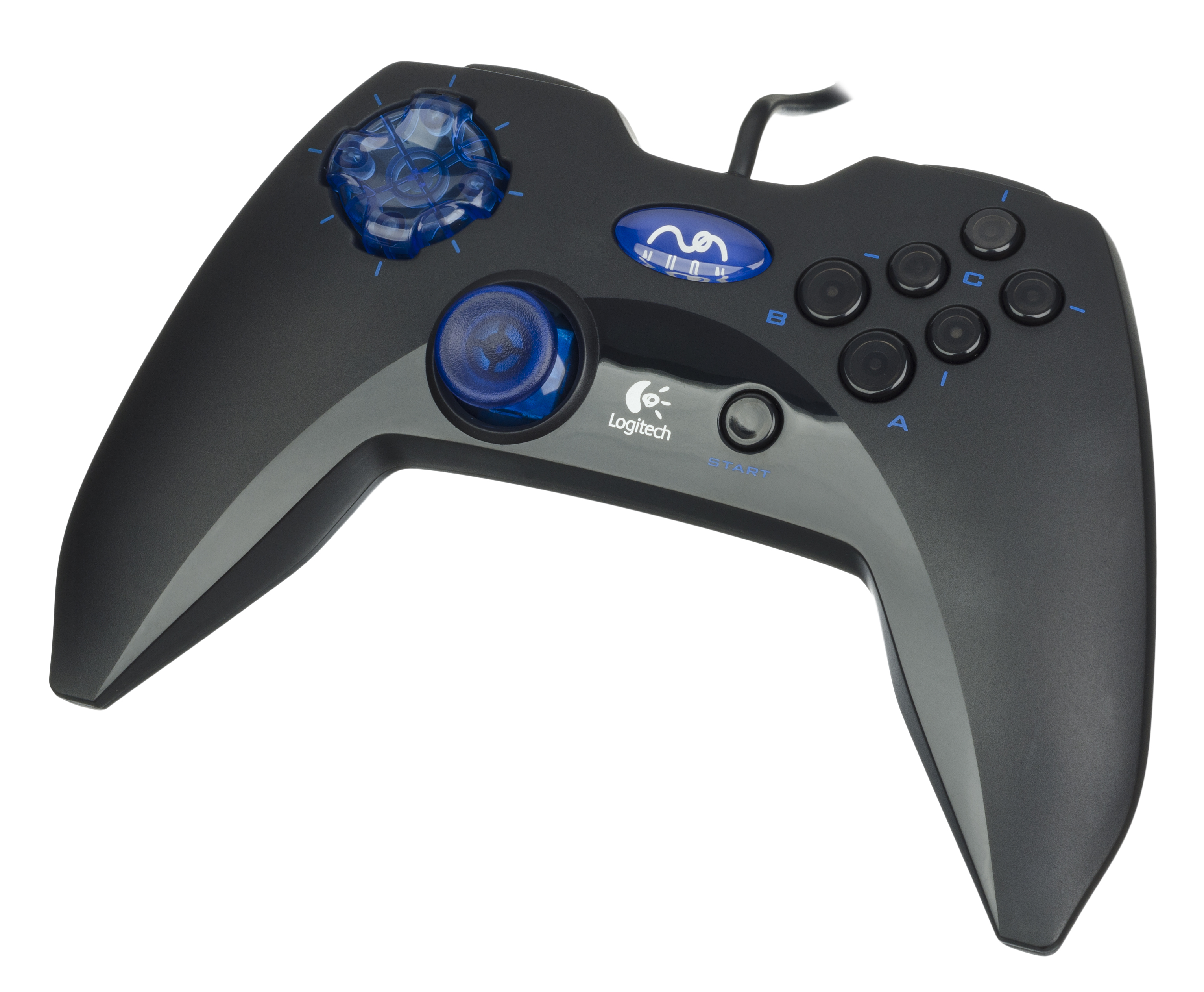
لوحة ألعاب لوجيتك

- منفذ مكرر لنقل منافذ نوان إلى أي مكان تريده

### الأفلام الصادرة
وتم استخدام تقنية نوان في أربعة إصدارات فقط من أقراص DVD. تم إصدار كل منهم بواسطة أستديو فوكس القرن العشرين للترفيه المنزلي:
- مغامرات Buckaroo Banzai عبر البعد الثامن
- إبهار (طبعة جديدة 2000)
- دكتور دوليتل 2
- كوكب القرود (طبعة جديدة لعام 2001، نسخة خالية من الأخطاء UPC - 2454302898)

### الألعاب الصادرة
تم إصدار ثماني ألعاب فقط رسميًا لـ Nuon:
- العاصفة 3000
- السقوط الحر 3050 م
- Merlin Racing (كان لاحقًا تكملة بعنوان Miracle Space Race لبلاي ستيشن)
- سبيس إنفيدرز إكس إل
- Iron Soldier 3 (تم استدعاؤه لاحقًا بسبب عدم التوافق مع بعض اللاعبين)
- Ballistic (متوفر فقط مع مشغلات Samsung)
- The Next Tetris (متاح فقط مع مشغلات Toshiba)
- Crayon Shin-chan 3 (إصدار كوري فقط)

### المجموعات وأخذ العينات
- العينات التفاعلية (ثلاثة إصدارات مختلفة)
- Nuon Games + Demos (مجموعة من Nuon-Dome)
- Nuon-Dome PhillyClassic 5 Demo Disc (مجموعة الهبات)

## التطوير
وخلال أواخر عام 2001، أصدرت VM Labs حزمة SDK للتطوير والتي سمحت للأشخاص بالقدرة على برمجة التطبيقات / الألعاب لنظام Nuon الخاص بهم. فقط سامسونج DVD-N501 / DVDN504 / DVDN505 وRCA DRC300N / DRC480N يمكن تحميل ألعاب.
وتم إنشاء بعض العناوين أو نقلها إلى Nuon. إنها غير متوفرة تجاريًا وتتطلب من المستخدم نسخ المواد على قرص CD-R متوافق مع Nuon.

## روابط خارجية
- الصفحة الرئيسية لـ NUON (أرشفة أغسطس 2002)
- نون - دوم الصفحة
- صفحة خريجي Nuon
- الدخول إلى مكتبة وحدة تحكم ألعاب الفيديو
- الدخول في قنبلة عملاقة
- منشور مدونة "A Fan's History - The NUON" على موقع arcryphongames.wordpress.com (بتاريخ 22 فبراير 2015. يحتوي على كمية وفيرة من روابط الفيديو ولقطات الوسائط المضمنة.)